# Amadeu Bellini
Amadeu Bellini (Itatiba, 20 de outubro de 1925 — , 28 de junho de 1999) foi um industrial brasileiro.

## Vida
Filho de Arthur Bellini e de Maria Zemianini Bellini.

## Carreira
Estabeleceu-se em Braço do Norte no setor de espelhos e molduras, sócio de Heriberto Effting. A parceria Effting/Bellini iniciou a indústria moldureira na região do Vale do Braço do Norte.